# Меморіальний кубок 2013
95-й за ліком розіграш Меморіального кубка, котрий відбувся на майданчику команди «Саскатун Блейдс» Credit Union Centre в період з 17 по 26 травня 2013 року.
Учасниками турніру були: «Портленд Вінтергокс» (переможець ЗХЛ), «Лондон Найтс» (переможець ОХЛ), Галіфакс Мусгедс» (переможець ГЮХЛК) та «Саскатун Блейдс» (господар змагань, представляє західну хокейну лігу).

## Груповий турнір
| Команда               | І | В | П | Голи  |
| --------------------- | - | - | - | ----- |
| «Галіфакс Мусгедс»    | 3 | 2 | 1 | 18-11 |
| «Портленд Вінтергокс» | 3 | 2 | 1 | 14-12 |
| «Лондон Найтс»        | 3 | 1 | 2 | 8-17  |
| «Саскатун Блейдс»     | 3 | 1 | 2 | 9-9   |

| 17 травня      |     |                   |        |
| «Лондон Найтс» | 3:2 | «Саскатун Блейдс» | 10 203 |
|                |     |                   | 10 203 |

| 18 травня             |     |                    |       |
| «Портленд Вінтергокс» | 4:7 | «Галіфакс Мусгедс» | 8 771 |
|                       |     |                    | 8 771 |

| 19 травня         |     |                    |       |
| «Саскатун Блейдс» | 5:2 | «Галіфакс Мусгедс» | 8 934 |
|                   |     |                    | 8 934 |

| 20 травня             |     |                |       |
| «Портленд Вінтергокс» | 6:3 | «Лондон Найтс» | 7 575 |
|                       |     |                | 7 575 |

| 21 травня          |     |                |       |
| «Галіфакс Мусгедс» | 9:2 | «Лондон Найтс» | 9 237 |
|                    |     |                | 9 237 |

| 22 травня         |     |                       |       |
| «Саскатун Блейдс» | 2:4 | «Портленд Вінтергокс» | 9 239 |
|                   |     |                       | 9 239 |

## Тай-брейк
| 23 травня         |     |                |       |
| «Саскатун Блейдс» | 1:6 | «Лондон Найтс» | 7 895 |
|                   |     |                | 7 895 |

## Півфінал
| 24 травня      |     |                       |       |
| «Лондон Найтс» | 1:2 | «Портленд Вінтергокс» | 9 161 |
|                |     |                       | 9 161 |

## Фінал
| 26 травня | «Портленд Вінтергокс» | 4:6 (0:3, 2:0, 2:3) | «Галіфакс Мусгедс» | «Credit Union Centre», Саскатун Глядачів: 11 488 |

| Протокол                                                      | Протокол                                | Протокол | Протокол | Протокол |
| ------------------------------------------------------------- | --------------------------------------- | --- | -------- | -------- |
|                                                               | Карут                                   | Голкіпери | Фукале   |          |
| Петан (М) - 30:36 Джонс - 38:41 Лейпсік - 54:32 Ратті - 58:44 | 0:1 0:2 0:3 1:3 2:3 2:4 2:5 3:5 4:5 4:6 | 06:31 - Абельтсхаузер (Б) 08:00 - Маккіннон 15:59 - Фрк 47:36 - Маккіннон 51:11 - Абельтсхаузер 59:37 - Маккіннон (ПВ) |          |          |
| 12 хв.                                                        | Вилучення                               | 6 хв. |          |          |
| 44 (14, 18, 12)                                               | Кидки                                   | 42 (19, 6, 17) |          |          |

## Бомбардири
| Гравець          | Команда               | І | Г | П | О  | Штраф |
| ---------------- | --------------------- | - | - | - | -- | ----- |
| Нейтан Маккіннон | «Галіфакс Мусгедс»    | 4 | 7 | 6 | 13 | 0     |
| Тай Ратті        | «Портленд Вінтергокс» | 5 | 6 | 6 | 12 | 6     |
| Нік Петан        | «Портленд Вінтергокс» | 5 | 1 | 9 | 10 | 0     |
| Мартін Фрк       | «Галіфакс Мусгедс»    | 4 | 5 | 4 | 9  | 8     |
| Джонатан Друен   | «Галіфакс Мусгедс»    | 4 | 1 | 8 | 9  | 0     |

І = Ігри; Г = Голи; П = Результативні паси; О = Очки; Ш = штрафні хвилини
Джерело: www.leaguestat.com [Архівовано 6 березня 2016 у Wayback Machine.]

## Нагороди
- Стеффорд Смайт Трофі (MVP): Нейтан Маккіннон, «Галіфакс Мусгедс»
- Геп Еммс Трофі (голкіпер): Андрій Макаров, «Саскатун Блейдс»
- Джордж Парсонс Трофі (джентльмен): Бо Горват, «Лондон Найтс»
- Ед Чіновет Трофі (бомбардир): Нейтан Маккіннон, «Галіфакс Мусгедс»

Команда усіх зірок
- Воротар: Закарі Фукале («Галіфакс Мусгедс»)
- Захисники: Деррік Пульйо («Портленд Вінтергокс») — Конрад Абельтсхаузер («Галіфакс Мусгедс»)
- Нападники: Нейтан Маккіннон («Галіфакс Мусгедс») — Мартін Фрк («Галіфакс Мусгедс») — Та Ратті («Портленд Вінтергокс»)